# Т-100 (проект лёгкого танка)
Лёгкий танк с комплексом Т-100 (внутреннее обозначение — 64992) — советский эскизный проект ракетного танка. Разработан во ВНИИ-100.

## История создания
В середине 1960-х годов с СССР были развёрнуты работы по созданию нового лёгкого авиадесантного танка, максимально унифицированного с лёгкими машинами. Наиболее подходящей базой для танка оказалась опытная боевая машина пехоты «Объект 765». Работы были поручены ВНИИ-100. Комплексом вооружения занималось ГСКБ-47. Компоновкой и установкой в качестве основного вооружения комплекса Т-100 руководил Л. С. Троянов.

## Описание конструкции
По проекту, лёгкий ракетный танк должен был иметь классическую компоновочную схему с задним расположением моторно-трансмиссионного отсека, механик водитель должен был размещаться в передней части машины у левого борта. Танк мог десантироваться парашютным способом.

### Броневой корпус и башня
Корпус планировалось изготовлять из стальных катанных броневых листов. Лобовая часть — комбинированная с наружным 70-мм стальным листом и внутренним 12-мм стальным листом, между которым помещалось 100 мм стеклопластика. Применение такой схемы обеспечивало эквивалент 430..450-мм толщине гомогенной броневой стали. Благодаря углу наклона лобовой детали, обеспечивалась защита бронебойных снарядов танков AMX-13, «Центурион», M48, M41 на всех дистанциях. Также была обеспечена защита от 105-мм пушек танков M60 и «Леопард» на дистанциях 300 метров, а также от 120-мм пушек танков «Чифтен» на дистанциях 1000 м. Толщина броневых листов бортов и кормы защищала экипаж от поражения 20-мм автоматических пушек, которые состояли на вооружении стран НАТО и устанавливались на бронетранспортёрах. Крыша моторно-трансмиссионного отсека состояла из алюминиевого броневого сплава толщиной 20 мм. Днище корпуса в передней части — 16 мм, в задней — от 6 до 8 мм.
Башня — литая. В переднем секторе ±30° толщина брони должна была составлять 155 мм под наклоном 30°, что соответствовало эквивалентной толщине 180 мм по нормали. Толщина кормы башни — 40..50 мм, а крыши — 12..26 мм.

### Вооружение
В качестве основного вооружения предполагалось использовать 100-мм ракетный комплекс Т-100. Комплекс позволял вести огонь 100-мм активно-реактивными кумулятивными снарядами. Дальность прямого выстрела должна была составлять от 1200 до 1360 метров, при бронепробиваемости 350—400 мм. Дульная скорость таких снарядов составляла 790 м/с, а максимальная — 1200 м/с. Кроме того, имелась возможность ведения стрельбы осколочно-фугасными снарядами общей массой 12 кг и массой взрывчатого вещества — 2 кг. Дульная скорость таких снарядов должна была составлять 460 м/с, а дальность — до 7200 метров. Небольшие габариты комплекса позволили применить барабанную шести-зарядную револьверную схему заряжания. Барабан должен был прокручиваться через две ячейки, что обеспечивало возможность наличия двух типов боеприпасов в барабане. Переключение на другой тип боеприпасов должно было осуществляться переводчиком, который смещал цикл на одну ячейку. Общий возимый боекомплект — 40 выстрелов. Дополнительно предполагалось устанавливать от 4 до 6 пусковых установок с ПТУР 9М14 «Малютка».

### Двигатель и трансмиссия
В связи с уменьшением высоты корпуса машины, значительным изменениям подверглась и силовая установка.

### Ходовая часть
Ходовая часть машины была максимально унифицирована с БМП-1 и имела по семь опорных катков с каждого борта, однако из-за более мощного бронирования была утрачена возможность преодоления водных преград вплавь.

## Оценка проекта
Конструкция всего комплекса вооружения отличалась простотой и малыми габаритами. Бронепробиваемость и дальность прямого выстрела превосходили все советские и зарубежные аналоги того времени. Кроме того, комплекс мог устанавливаться не только на лёгкий танк, но и на схожие по своим габаритно-массовым характеристикам машины типа БМП-1. Механизм заряжания позволял приводить орудие в боевую готовность значительно быстрее классических артиллерийских систем, и обеспечивал практически мгновенную боевую готовность к следующему выстрелу. Отсутствие требований постановки орудия на гидростопор во время заряжания позволяло использовать более дешёвые стабилизаторы вооружения и обеспечить несбиваемость наводки. При сравнении с уже стоявшими на вооружении лёгкими танками ПТ-76Б, новый танк имел более высокие боевые возможности при сохранении основных показателей надёжности, стоимости и технологичности. Несмотря на высокий уровень расчётов и проработок эскизного проекта, тема 64992 не получила развития из-за низкой унификации с базовой машиной, а также невозможностью самостоятельно преодолевать водные препятствия вплавь. В дальнейшем к теме создания лёгкого танка вернулись уже в 1970-е при создании новых танков «Объект 934» и «Объект 685» с классическим пушечным вооружением.

## В играх
«Лёгкий танк с комплексом Т-100» присутствует в компьютерной игре World of Tanks, в которой он является советским лёгким танком 10 уровня, называется Т-100 ЛТ (Т-100 — комплекс, ЛТ — Лёгкий танк).
Также присутствует в мобильной версии игры World of Tanks Blitz, где представлен лёгким танком 10 уровня, носящим название «Т-100 ЛТ».